# Джеймс Блънт
Джеймс Блънт (на английски: James Blunt) е английски певец и композитор

## Биография
Роден е на 22 февруари 1974 г. Дебютният му албум Back to Bedlam, и по-специално сингълът „You're Beautiful“, му носи световна слава през 2005 г. Албумът Back to Bedlam е продаден в над 12 млн. екземпляра по целия свят, от които над 3 млн. екземпляра само във Великобритания. С това постижение Back to Bedlam става най-продавания албум на десетилетието във Великобритания.
Вторият албум на Джеймс Блънт All The Lost Souls излиза през 2007 г. Албумът се продава в 4 млн. екземпляра по целия свят, включително 600 000 екземпляра във Великобритания.

## В България
На 22 февруари 2009 г. Джеймс Блънт изнася първия си и единствен концерт в България – в зала 1 на Националния дворец на културата в София. Любопитно е, че концертът се състои на рождения ден на певеца.